# چتک (ویسکانسین)
چتک، ویسکانسین  (به انگلیسی: Chetek) شهری در شهرستان بارون ایالت ویسکانسین است که در سال ۱۸۹۱ بنیان‌گذاری شده‌است. این شهر طبق سرشماری سال ۲۰۱۰ میلادی ۲٬۲۲۱ نفر جمعیت داشته‌است.